# Knežja Lipa
Knežja Lipa – wieś w Słowenii, w gminie Kočevje. W 2018 roku liczyła 16 mieszkańców.